# Константин Малеин
Константин Малеин (на гръцки: Κωνσταντίνος Μαλεΐνος) е изтъкнат византийски генерал от средата на X век.

## Биография
Константин е роден в края на IX или началото на X век, вероятно във владенията на семейството си в Кападокия. Баща му е Евдоким Малеин, член на могъщия аристократичен клан Малеините, а майка му Анастасо Адралестина е роднина на византийския император Роман I Лекапин (920 – 944 г.) Константин имал шест братя и сестри, сред които е монахът и светец Михаил Малеин и една неизвестна по име сестра, която се омъжила за генерала Варда Фока Стари и циментирала тесните връзки с могъщия клан на Фокидите.
Източниците за кариерата на Константин Малеин са оскъдни и се съдържат предимно в препратки от житието на брат му Михаил. Константин притежавал ранг на патрикий и през 955 г. наследява своя племенник Лъв Фока като управител (стратег) на тема Кападокия. Вероятно благодарение на своя опит, но също така и на връзката си с Фокидите (неговият племенник Никифор Фока е бил император през 963 – 969 г.), той е заемал този важен пост в продължение на много години, вероятно чак до смъртта си около 968 г. През това време участва активно в кампаниите срещу арабите, особено в конфронтациите с Хамданидския емир на Алепо, Сайф ал-Даула. Така през ноември 960 г. Константин участва под командването на Лъв Фока в голямата византийска победа над Сейф в битката при Андрасос. Той също така обикновено се идентифицира с Ибн ал-Малаини от арабските разкази, който е победен от Сайф при Икония през 962 г.
Константин Малеин има един син, Евстатий Малеин, който става известен генерал и един от най-богатите хора във Византийската империя, изиграл и водеща роля в бунта на Варда Фока Младши срещу император Василий II (976 – 1025).

## Препратки
1. ↑  Stouraitis 2003, Chapter 1; ODB, с. 1276, "Maleinos" (A. Kazhdan, A. Cutler); Krsmanović 2003, Chapter 1 & Auxiliary Catalogs.
2. ↑  Stouraitis 2003, Chapter 1; ODB, с. 1276, "Maleinos" (A. Kazhdan, A. Cutler).
3. ↑  Stouraitis 2003, Chapter 1; ODB, с. 1276, "Maleinos" (A. Kazhdan, A. Cutler); Krsmanović 2003, Chapter 5.